# Bodong Chogle Namgyel
| Tibetische Bezeichnung                                        |
| ------------------------------------------------------------- |
| Tibetische Schrift: བོ་དོང་པན་ཆེན་ཕྱོགས་ལས་རྣམ་རྒྱལ                   |
| Wylie-Transliteration: bo dong pan chen phyogs las rnam rgyal |
| THDL-Transkription: Bodong Penchen Choklé Namgyel             |
| Chinesische Bezeichnung                                       |
| Vereinfacht: 珀东班钦•雪列南嘉                                |
| Pinyin:Podong Banqin Xuelie Nanjia                            |

Bodong Chogle Namgyel (tib.: bo dong phyogs las rnam rgyal; geb. 1376; gest. 1451) oder Bodongpa (Bo dong pa) bzw. Bodong Penchen war ein Geistlicher des tibetischen Buddhismus und vielseitiger Gelehrter.

## Leben
Er war der 23. Abt des Klosters Bodong E und der Begründer der Bodong-Schule. Vielbeachtet ist die Debatte zwischen ihm und dem Sakya-Gelehrten Khedrub Je Geleg Pelsang (mkhas grub rje dge legs dpal bzang; 1358–1438) im Kloster Ngamring Chöde. Er ist Verfasser des voluminösen Werkes De nyid ‘dus pa.
Falschen Angaben über ihn zufolge soll er Schüler des Dölpopa Sherab Gyeltshen (dol po pa shes rab rgyal mtshan; 1292–1361) gewesen sein, doch er stand eher in der Tradition von Butön Rinchen Drub (bu ston rin chen grub; 1290–1364) und Lama Dampa Sönam Gyeltshen (bla ma dam pa bsod nams rgyal mtshan; 1312–1375) als in der durch Dölpopa Sherab Gyeltshen und Jonang Chogle Namgyel (jo nang phyogs las rnam rgyal; 1306–1386) überlieferten.
Falschen Angaben von namhaften tibetischen Gelehrten zufolge – wie Sumpa Khenpo Yeshe Peljor (1704–1787 oder 1788) in seinem Pagsam Jonsang (tib. Dpag bsam ljon bzang) und Desi Sanggye Gyatsho (1653–1705) in seinem Gelben Beryll (tibetisch/Sanskrit Vaidurya ser po, einer Geschichte der Gelug-Schule) – soll Je Tsongkhapa (1357–1419) von ihm die Lehren des Sechsgliedrigen Yoga (Skt. Sadanga Yoga) des Kalachakra-Tantra statt (richtigerweise) von Jonang Chogle Namgyel erhalten haben.
Amoghasiddhi 'Jigs med 'bangs schrieb seine Biographie (1453).